# La notte degli squali
La notte degli squali è un film del 1988, diretto da Tonino Ricci.

## Trama
Un cacciatore di squali entra in possesso d'un disco contenente segreti scottanti. I sicari d'un trust che vuole recuperare il disco tentano di fare la festa al cacciatore, che però li fa sterminare dagli squali, poi affronta da solo il capo del trust.